# Alenar
Alenar és un àlbum de la cantant mallorquina Maria del Mar Bonet, publicat el 1977 i considerat un dels seus discs cabdals:
| «                | Alenar no té res a veure amb tot el que ha fet fins ara na Maria del Mar Bonet. Alenar, com LP i com a tema, transcendeix els límits propis de la cantautora (…) perquè Alenar és una bomba. Na Maria del Mar ha compost un LP pessimista, agonitzant, de despedida i d'espera. Comença per dir adéu a les illes, a ses Illes, i acaba per dir adéu a si mateixa, a través de la seva veu, que no li pertany, que és la nostra. | » |
| — Carlos Carrero | |   |

La portada, que mostra només una part de la cara de na Bonet, no agradà a la discogràfica, que preferia una foto més clara.
La revista Rockdelux situà Alenar en el vint-i-cinquè lloc d'una llista dels «cent millors àlbums espanyols del segle XX» (2004): la ressenya, de Ferran Llauradó, ressalta que Alenar «ocupa un espai central [en l'obra de na Bonet] i és compendi de totes ses facetes».
L'any 2015, Bonet revisità les cançons del disc en un concert especial en el festival Blues & Ritmes de Badalona.
L'any 2019 el grup català Manel presentà la cançó Per la bona gent, senzill de l'àlbum homònim basat en el tema Alenar.

## Contingut
El disc s'enregistrà a l'octubre de 1977 a l'estudi d'Albert Moraleda, amb arranjaments de Lautaro Rosas i la participació de:
- Víctor Ammann
- Albert Moraleda
- Joan Lluís Moraleda
- Ignasi Alcover
- Enric Herrera
- Salvador Font
- Jaume Cortadellas

El repertori conté poemes musicats de Vicent Andrés Estellés ("Les illes"), Francesc Parcerisas, Edith Södergran ("Nosaltres les dones") o Joan Vinyoli i sa primera musicació, "Què volen aquesta gent?", d'en Lluís Serrahima, inèdita fins llavors.
El guitarrista flamenc Paco Cepero col·labora en la cançó "Alenar".
| 1. | «Les Illes»                 | Estellés/Bonet | 4'57" |
| 2. | «Petita estança»            | Bonet          | 1'46" |
| 3. | «Eivissa»                   | Bonet          | 2'44" |
| 4. | «Aquest temps de calabruix» | popular        | 1'28" |
| 5. | «Es fa llarg esperar»       | Pau Riba       | 1'46" |

| 1. | «Nosaltres les dones»           | Södergran/Bonet i Rosas | 2'24" |
| 2. | «Què volen aquesta gent?»       | Serrahima/Bonet         | 2'03" |
| 3. | «Orat caçador»                  | Parcerisas/Bonet        | 1'41" |
| 4. | «Vares venir fins on jo dormia» | Vinyoli/Rosas           | 2'26" |
| 5. | «Alenar»                        | Bonet                   | 2'26" |